# 长花芒毛苣苔
长花芒毛苣苔（学名：Aeschynanthus dolichanthus），为苦苣苔科芒毛苣苔属下的一个种。其种加词“dolichanthus”意为“长花的”。其花完约有5cm长。